# Yū Serizawa

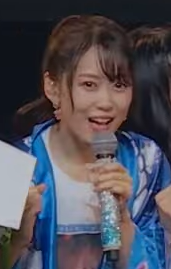
Yū Serizawa, 2024

Yū Serizawa (japanisch 芹澤 優 Serizawa Yū; * 3. Dezember 1994 in Tokio) ist eine japanische Synchronsprecherin (Seiyū) und Sängerin.

## Karriere
Serizawa steht als Synchronsprecherin bei der Talentagentur 81 Produce unter Vertrag. Ihre ersten größeren Sprechrollen hatte sie in den Anime-Fernsehserien Dog & Scissors und Mushibugyō, welche im Jahr 2013 im japanischen Fernsehen gezeigt wurden. In den Folgejahren hatte Serizawa mehrere kleinere Sprechrollen in Anime-Produktionen inne, wie etwa in Parasyte: The Maxym, Shomin Sample oder Love Live! Superstar!!.
Im April 2018 wurde bekannt, dass Serizawa dem Charakter Shera L. Greenwood in der Fantasy-Animeserie How not to Summon a Demon Lord ihre Stimme leihen werde. Zudem sang sie mit dem Lied Saiaku na Hi Demo Anata ga Suki die musikalische Untermalung der Abspannsequenz zur ersten Staffel, das von HoneyWorks produziert wurde. Im Jahr 2019 erhielt sie gemeinsam mit Synchronsprecher-Kollegin Nao Tōyama eine Auszeichnung bei den Seiyū Awards als beste Synchronsprecherin in einer Nebenrolle. Bereits drei Jahre zuvor wurde sie als Mitglied des Gesangskollektivs i☆Ris mit einem Preis in der Gesangskategorie mit einem Seiyū Award bedacht. Serizawa sprach die Rolle der Shera Greenwood in der zweiten Staffel erneut und interpretierte gemeinsam mit dem Rappern Motsu und DJ Koo die Stücke, die im Vor- und Abspann zu hören sind.
Zudem sprach sie den Hauptcharakter der Animeserie How Clumsy You Are, Miss Ueno, die 2019 in Japan gezeigt wurde. In der Animeserie TONIKAWA gab Serizawa Kaname Arisugawa ihre Stimme. In der Animeserie I’m in Love With the Villainess lieh sie der Protagonistin Rae Taylor ihre Stimme.
Als Musikerin ist Serizawa seit 2012 aktiv. Sie ist Mitglied des Gesangskollektivs i☆Ris, das durch ein Casting zusammengestellt wurde. Mit diesem brachte Serizawa sechs Studioalben und mehrere Singles heraus, die größtenteils in den japanischen Musikcharts einsteigen konnten. Als Solo-Sängerin veröffentlichte sie mit Saiaku na Hi Demo Anata ga Suki ihre Debütsingle. Bis 2024 erschienen mit Devikyū, Everybody! Everybody!/You! You! You!, Jungle Fire und Rock Me Kiss Me vier weitere Singleveröffentlichungen sowie zwei EPs und ein Studioalbum. Auch diese schafften den Sprung in die heimischen Musikcharts.

## Sprechrollen (Auswahl)
- 2013: Dog & Scissors als Maxi Akizuki
- 2014: Parasyte: The Maxym als Mikiko
- 2016: Love Live! Sunshine!! als Mutsu
- 2018–2021: How not to Summon a Demon Lord als Shera L. Greenwood
- 2019: How Clumsy You Are, Miss Ueno als Ueno
- 2020–2023: TONIKAWA als Kaname Arisugawa
- 2021: Banished from the Hero's Party als Tanta
- 2021: Guild no Uketsuke Jō Desu ga, Zangyō wa Iyananode Boss o Solo Tōbatsu Shiyou to Omoimasu als Laila
- 2023: Rental Girlfriend (Staffel 3) als Mini Yaemori
- 2023: I’m in Love With the Villainess als Rae Taylor
- 2024: My Wife Has No Emotion als Super Mina
- 2024: Goddess Café Terrace (Staffel 2) als Valentina Azuma

## Diskografie
Angegeben sind nur musikalische Veröffentlichungen als Solo-Musikerin.

### Alben
| Jahr | Titel Musiklabel                 | Höchstplatzierung, Gesamtwochen, AuszeichnungChartsChartplatzierungen (Jahr, Titel, Musiklabel, Platzierungen, Wochen, Auszeichnungen, Anmerkungen) | Anmerkungen                           |
| Jahr | Titel Musiklabel                 | JP | Anmerkungen                           |
| ---- | -------------------------------- | --- | ------------------------------------- |
| 2022 | YOUr No. 1 Dive II Entertainment | JP18 (3 Wo.)JP | Erstveröffentlichung: 5. Oktober 2022 |

### EPs
| Jahr | Titel Musiklabel                         | Höchstplatzierung, Gesamtwochen, AuszeichnungChartsChartplatzierungen (Jahr, Titel, Musiklabel, Platzierungen, Wochen, Auszeichnungen, Anmerkungen) | Anmerkungen                             |
| Jahr | Titel Musiklabel                         | JP | Anmerkungen                             |
| ---- | ---------------------------------------- | --- | --------------------------------------- |
| 2017 | You & You Dive II Entertainment          | JP46 (3 Wo.)JP | Erstveröffentlichung: 26. April 2017    |
| 2017 | Only You? Only Me! Dive II Entertainment | JP37 (1 Wo.)JP | Erstveröffentlichung: 29. November 2017 |

### Singles
| Jahr | Titel Album                                  | Höchstplatzierung, Gesamtwochen, AuszeichnungChartsChartplatzierungen (Jahr, Titel, Album, Platzierungen, Wochen, Auszeichnungen, Anmerkungen) | Anmerkungen |
| Jahr | Titel Album                                  | JP | Anmerkungen |
| ---- | -------------------------------------------- | --- | --- |
| 2018 | Saiaku na Hi Demo Anata ga Suki YOUr No. 1   | JP17 (15 Wo.)JP | Erstveröffentlichung: 25. Juli 2018 Abspann How not to Summon a Demon Lord (Staffel 1)                              |
| 2019 | Devikyū YOUr No. 1                           | JP20 (3 Wo.)JP | Erstveröffentlichung: 27. November 2019 Abspann Welcome to Demon School! Iruma-kun (Staffel 1)                      |
| 2021 | Everybody! Everybody!/You You You YOUr No. 1 | JP29 (6 Wo.)JP | Erstveröffentlichung: 19. Mai 2021 Vor- und Abspann How not to Summon a Demon Lord (Staffel 2) feat. DJ Koo & Motsu |
| 2023 | Jungle Fire –                                | JP17 (13 Wo.)JP | Erstveröffentlichung: 18. Oktober 2023 Vorspann MF Ghost (Staffel 1) featuring Motsu                                |
| 2024 | Rock Me Kiss Me –                            | JP22 (5 Wo.)JP | Erstveröffentlichung: 30. Oktober 2024 Vorspann MF Ghost (Staffel 2) feat. Motsu                                    |

## Fotobücher
- Akita Shoten (Hrsg.): Kimi to. 2017, ISBN 978-4-253-11082-2 (japanisch).
- Byakuya Shobo (Hrsg.): Sukipi. 2019, ISBN 978-4-86494-219-5 (japanisch).
- Imajikainfosu (Hrsg.): Yū Serizawa Miss Me. 2024, ISBN 978-4-07-456154-4 (japanisch).